# Iria del Río
Pour les articles homonymes, voir Del Río.
Iria del Río, née à Barcelone le 13 janvier 1987, est une actrice de cinéma, de théâtre et de télévision espagnole.

## Biographie
Iria del Río est une comédienne espagnole, notamment reconnue au niveau international pour avoir joué dans la série Les Demoiselles du téléphone et dans le rôle d'Anna Ricou dans la série de TV3 Les Filles du rink.
Elle donne à ses rôles une dimension féministe.

## Filmographie

### Cinéma
- 2023 : Infiesto[4], de Patxi Amezcua
- 2024 : Los años nuevos[5], de Rodrigo Sorogoyen[6]

### Télévision
- 2005-2012: Amar en tiempos revueltos[7]
- 2010–2010 : Gavilanes
- 2016–2016  Velvet
- 2011–2014 : La Riera
- 2015–2015 : Le Ministère du temps
- 2017–2017 : Les Demoiselles du téléphone
- 2018–2018 : La Cathédrale de la mer
- 2022–2024 : Élite
- 2019–2020 : Les Filles du rink
- 2020 : Antidisturbios
- 2022 : Fuerza de paz
- 2024 : Apocalypse Z : Le début de la fin : Julia